# Sarmatia incurvata
Sarmatia incurvata är en fjärilsart som beskrevs av George Francis Hampson. Sarmatia incurvata ingår i släktet Sarmatia och familjen nattflyn. Inga underarter finns listade.